# Serie A 2006 (pallapugno)
La Serie A 2006 è stata la 85ª edizione del massimo campionato italiano di pallapugno maschile.

## Squadre partecipanti
| Club                                       | Capitano             | Città                                      |
| ------------------------------------------ | -------------------- | ------------------------------------------ |
| Maxisconto Albese                          | Roberto Corino       | Alba (CN)                                  |
| Termosanitari Cavanna Augusto Manzo        | Riccardo Molinari    | Santo Stefano Belbo (CN)                   |
| Torronalba Canalese                        | Oscar Giribaldi      | Canale (CN)                                |
| Conad Imperiese                            | Flavio Dotta         | Dolcedo (IM)                               |
| Centro Convenienza Esse Sisea Monticellese | Alberto Sciorella    | Monticello d'Alba (CN)                     |
| Bcc Pianfei e Rocca de' Baldi Pro Paschese | Alessandro Bessone   | Madonna del Pasco (Villanova Mondovì) (CN) |
| San Leonardo                               | Alessandro Trincheri | Imperia                                    |
| Acqua Sant'Anna Subalcuneo                 | Paolo Danna          | Cuneo                                      |
| Taggese                                    | Ivan Orizio          | Taggia (IM)                                |
| Virtus Langhe                              | Giuliano Bellanti    | Dogliani (CN)                              |

## Prima Fase
|    | Club          | P  |
| -- | ------------- | -- |
| 1  | Monticellese  | 15 |
| 2  | Albese        | 12 |
| 3  | Canalese      | 11 |
| 4  | Virtus Langhe | 10 |
| 5  | San Leonardo  | 10 |
| 6  | Pro Paschese  | 9  |
| 7  | Imperiese     | 9  |
| 8  | Augusto Manzo | 6  |
| 9  | Subalcuneo    | 5  |
| 10 | Taggese       | 3  |

## Seconda Fase
|   | Club          | P  |
| - | ------------- | -- |
| 1 | Monticellese  | 33 |
| 2 | Albese        | 28 |
| 3 | Canalese      | 23 |
| 4 | Pro Paschese  | 17 |
| 5 | Virtus Langhe | 14 |
| 6 | San Leonardo  | 12 |

|    | Club          | P  |
| -- | ------------- | -- |
| 7  | Imperiese     | 19 |
| 8  | Augusto Manzo | 14 |
| 9  | Subalcuneo    | 9  |
| 10 | Taggese       | 5  |

## Fase Finale

### Spareggi Play-off
| Pro Paschese  | Imperiese    | 11-2 |
| Virtus Langhe | San Leonardo | 11-1 |

| Pro Paschese | Virtus Langhe | 11-2 |

### Finali Scudetto
| Squadra 1    | Squadra 2    | Andata | Ritorno |
| ------------ | ------------ | ------ | ------- |
| Monticellese | Pro Paschese | 11-8   | 11-6    |
| Albese       | Canalese     | 11-9   | 11-8    |

| Squadra 1    | Squadra 2 | Andata | Ritorno | Spareggio |
| ------------ | --------- | ------ | ------- | --------- |
| Monticellese | Albese    | 11-8   | 10-11   | 10-11     |

## Squadra Campione d'Italia
Maxisconto Albese
- Battitore: Roberto Corino
- Spalla: Maurizio Massucco
- Terzini: Gianni Rigo, Lorenzo Bolla